# 太田清蔵 (4代目)

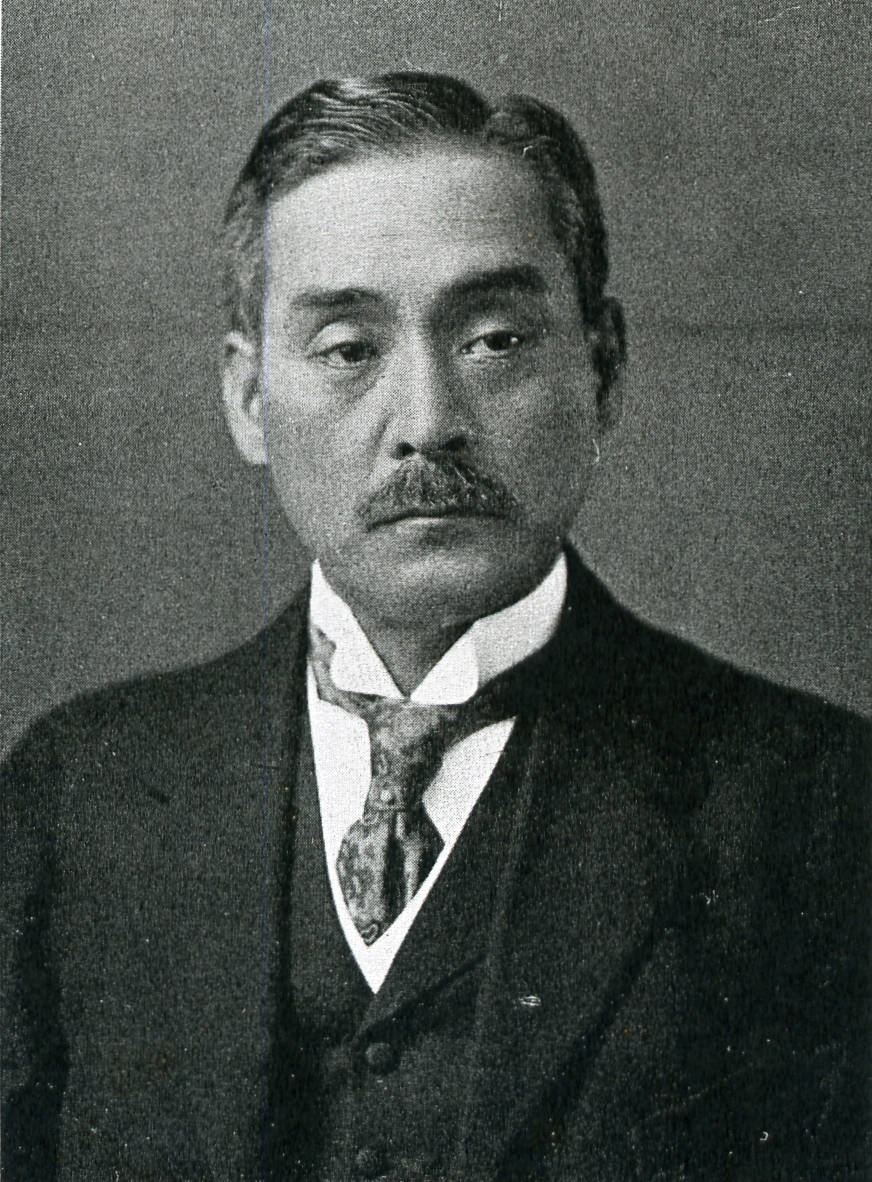
4代目太田清蔵

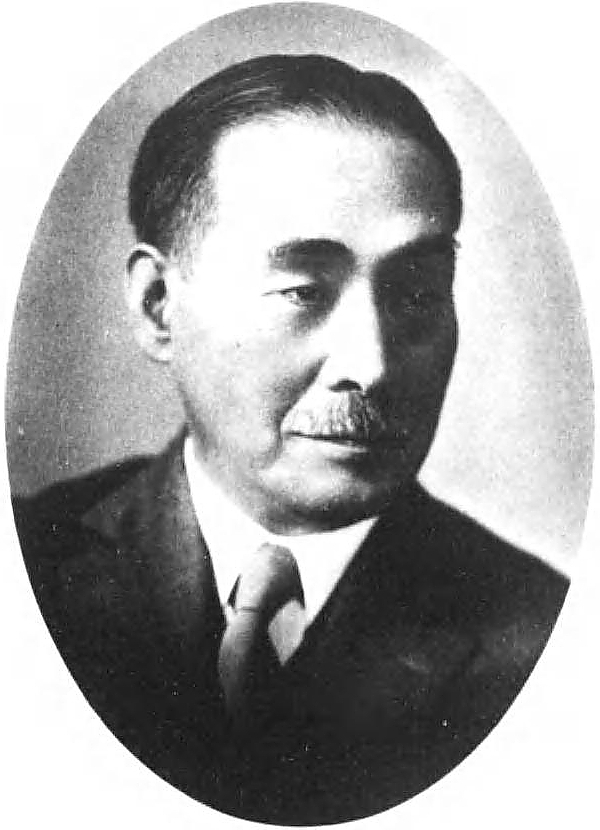
4代目太田清蔵

4代目太田 清蔵（おおた せいぞう、1863年10月1日（文久3年8月19日） - 1946年（昭和21年）4月4日）は、日本の政治家（貴族院多額納税者議員、衆議院議員）、福岡県多額納税者、地家主、実業家。第一徴兵保険（のち東邦生命保険）、博多湾鉄道汽船各社長。族籍は福岡県平民。元・自民党衆議院議員の太田誠一は孫。

## 経歴
福岡県福岡市出身。太田儀平の二男として出生し、先代・太田清蔵の養子となった。太田屋は、代々油商を営み、博多では旧家に属していた。元来、博多は生活に楽な所であり、清蔵は「大問屋のお坊ちゃん」として育ったが、遊堕に流れず身を持して来た。
商家に育ったため、若い頃には番頭と一所に前垂れを掛けて働いた。1880年、家督を相続。漢学を修めた。
1888年、市町村制が実施されると、福岡市に於ける最初の市会議員に挙げられた。また、各種の会社及び銀行重役を務めた。1925年、第一徴兵保険社長に就任。
1908年5月、第10回衆議院議員総選挙に福岡市選挙区から出馬して当選し、衆議院議員を一期務めた。立憲政友会に所属した。
また、1925年9月29日には貴族院多額納税者議員に就任したが、1936年9月29日、五私鉄疑獄事件により除名された。

## 人物
清蔵は博多随一の富豪であった。一時余りに手広く事業に関係し、特に日本鋼管、鶴見埋立等の関係から、浅野一家の事業に密接な交渉を有し、白石元治郎（浅野総一郎の娘婿）とは兄弟のような交際をしていたので、「浅野に金を貢いで失敗しはせぬか」と友人仲間は心配したほどだった。しかしその実、儲かるときには多くの株を持ち、旗色が悪くなれば法定の持ち株を減らして機敏に利抜き売り遁げているから浅野に利用される清蔵ではなかった。
銀行家気質に終始し、ボロイ儲けを目論まぬ代わりに確実な利殖を心掛けた。銀行、保険、鉄道のような手堅い事業が清蔵の生命で、一つの事業に投資する時は勧めに行った者がイヤになるほど石橋を金槌で叩き、その上で得心が行かなければ渡らぬという主義であった。
郷里に於ける清蔵は任侠に富める紳士として慕われ、学生などの窮状を見かねて相当な世話をした。住所は福岡県福岡市蔵本町、東京市渋谷区穏田。

## 栄典
- 1919年11月11日 - 紺綬褒章[12]
  - 1919年4月、北海道勤倹貯蓄奨励資金として金3万円を寄付する[12]。

## 家族・親族
太田家
太田家の先祖は福岡県遠賀郡芦屋町の鋳物師太田一族といわれているが、はっきりしたことはわからない。わかっているのは遠賀町木守の農民（中農）だった太田黒兵からで、その子の貞治郎、孫の貞助と続いた。しかし貞助の時代に家運が傾き、貞助の妻は室吉、万吉の2人を連れて博多に出た。万吉は清蔵と改名して17歳で魚売りを始め、油類販売に転じ福岡藩公認の商人に出世した。清蔵の名は太田家の当主に引き継がれ、事業も拡大し財を築いた。
- 養父・清蔵[4]
- 養弟・大次郎（1875年 - ?、分家[5]、博多汽船漁業取締役社長）
  - 同長女[3]
- 妻・シナ（1869年 - ?、養父・清蔵の長女）[4]
- 男・五代目清蔵（1893年 - 1977年、旧名・新吉[4]、元・東邦生命保険会長）
  - 同妻・淑子（東京、武田恭作の娘）
- 養子・圭助[4]（1884年 - ?、中村清次郎の五男、山叶商会社長）[14]
- 女・シマ（1886年 - ?、圭助の妻）
- 二女・テイ（1891年 - ?）[4]
- 男・辨次郎[4]（1898年 - 1981年[15][16]、元・東邦生命保険会長、歌人）
  - 同男・和郎（1930年 - 2015年、元・九州勧業社長、博多大丸会長、ホテル日航福岡会長）
- 男・凱夫[4]（1905年 - ?、元・九州勧業社長）
- 男・清之助[4]（1909年 - 1989年、元・博多大丸会長）
  - 同妻・俊子（1918年 - 2004年、島根県、櫻内幸雄の三女）
  - 同男・誠一（1945年 - ?、政治家）
- 三女・房子（1912年 - ?、千葉県、濱口勉太の妻）[4]
- 曾孫・禎郎（九州勧業社長、ホテル日航福岡社長、1967年 - ） - 和郎の長男[17]。

親戚
- 太田勘太郎（博多商工会議所会頭、太田屋醤油店社長）[18]
- 太田儀平（九州勧業監査、太田屋商店油類商）[18]
- 櫻内乾雄（元中国電力会長）
- 櫻内幸雄（商工大臣、農林大臣、大蔵大臣など歴任）
- 武田恭作（工学博士、大日本鉱業社長）
- 十一代目濱口儀兵衛（前名勉太、ヤマサ醤油社長）
- 船津辰一郎（外交官）